# Округ Алегени (Вирџинија)
Алегени (енгл. Alleghany County) је округ у америчкој савезној држави Вирџинија.

## Демографија
По попису из 2010. године број становника је 16.250, што је 3.324 (25,7%) становника више него 2000. године.
| Група             | 2000.          | 2010.          |
| Белци             | 12.428 (96,1%) | 15.040 (92,6%) |
| Афроамериканци    | 317 (2,5%)     | 761 (4,7%)     |
| Азијати           | 31 (0,2%)      | 37 (0,2%)      |
| Хиспаноамериканци | 47 (0,4%)      | 176 (1,1%)     |
| Укупно            | 12.926         | 16.250         |